# Canton de Port-Sainte-Marie
Le canton de Port-Sainte-Marie est une ancienne division administrative française située dans le département de Lot-et-Garonne et la région Aquitaine.

## Géographie
Ce canton était organisé autour de Port-Sainte-Marie dans l'arrondissement d'Agen. Son altitude variait de 22 m (Nicole) à 216 m (Port-Sainte-Marie) pour une altitude moyenne de 84 m.

## Administration

### Conseillers généraux de 1833 à 2015
| Période | Période      | Identité                                          | Étiquette                | Qualité |
| ------- | ------------ | ------------------------------------------------- | ------------------------ | --- |
| 1833    | 1856 (décès) | Jean Antoine Saint-Germain Merle de Massonneau    | Majorité gouvernementale | Député (1830-1837) Propriétaire à Aiguillon                                                                             |
| 1856    | 1871         | Léonard Antoine Saint-Germain Merle de Massonneau |                          | Maire d'Aiguillon (1849-1871)                                                                                           |
| 1871    | 1886         | Daniel Charbouneau                                | Républicain              | Négociant, Maire d'Aiguillon                                                                                            |
| 1886    | 1892         | M. Martineau                                      | Républicain              | Propriétaire et juge de paix à Port-Sainte-Marie                                                                        |
| 1892    | 1910         | Jean-Pierre Ferdinand Grimard                     | Rad.                     | Maire d'Aiguillon (1892-1910)                                                                                           |
| 1910    | 1922         | Jules Cels-Couybes                                | Rad. puis All.dém.       | Professeur de mathématiques Député (1910-1924 et 1928-1932) Sous-secrétaire d'État (1917-1920) Maire d'Agen (1919-1922) |
| 1922    | 1928         | Renaud Jean                                       | PC-SFIC                  | Cultivateur puis professeur Député (1920-1924)                                                                          |
| 1928    | 1934         | Jean Courrié                                      | Rad.ind.                 | Maire de Lusignan-Grand (1912-1914 et 1919-1935)                                                                        |
| 1934    | 1940         | Robert Philippot                                  | PC-SFIC                  | Postier ambulant Député (1936-1940) Conseiller municipal de Port-Sainte-Marie Révoqué en 1940 (décret Daladier)         |
|         |              |                                                   |                          | |
| 1945    | 1951         | Lucien Caujolle                                   | PCF                      | Commerçant |
| 1951    | 1958         | André Morisseau                                   | PCF                      | Fermier à Aiguillon |
| 1958    | 1976         | Louis Jamet                                       | RGR puis DVD             | Boucher Maire d'Aiguillon (1953-1977)                                                                                   |
| 1976    | 1988         | Pierre Espiau                                     | PS                       | Médecin Maire d'Aiguillon (1977-1994)                                                                                   |
| 1988    | 2008         | Jean-Claude Boyer                                 | UDF                      | Arboriculteur Maire de Port-Sainte-Marie (2001-2008)                                                                    |
| 2008    | 2015         | Alain Paraillous                                  | DVD                      | Professeur à la retraite conseiller municipal d'Aiguillon                                                               |

### Conseillers d'arrondissement (de 1833 à 1940)
| Période                                  | Période | Identité         | Étiquette   | Qualité |
| ---------------------------------------- | ------- | ---------------- | ----------- | --- |
| 1833                                     | 1848    | Roger Bellegarde |             | Propriétaire à Clermont-Dessous                                                                             |
|                                          |         |                  |             | |
| 1877                                     | 1901    | Jean Nègre       | Républicain | Maire de Port-Sainte-Marie (1879-1892)                                                                      |
| 1901                                     | 1911    | Pierre Dupin     | Républicain | Maire de Port-Sainte-Marie (1896-1911)                                                                      |
| 3 déc. 1911                              | 1931    | Jean Cauboue     | Radical     | Maire de Clermont-Dessous                                                                                   |
| 1931                                     | 1937    | M. Cassany       | Conc.rép.   | |
| 1937                                     | 1940    | Georges Gibert   | PC-SFIC     | Cultivateur, maire de Bourran Révoqué en 1940 (décret Daladier)                                             |
| 1940                                     |         |                  |             | Les conseils d'arrondissement ont été suspendus par la loi du 12 octobre 1940 et n'ont jamais été réactivés |
| Les données manquantes sont à compléter. |         |                  |             | |

## Composition
Le canton de Port-Sainte-Marie groupait 10 communes et comptait 9 528 habitants (population municipale au 1er janvier 2010).
| Communes          | Population (2012) | Code postal | Code Insee |
| ----------------- | ----------------- | ----------- | ---------- |
| Aiguillon         | 4 320             | 47190       | 47004      |
| Bazens            | 530               | 47130       | 47022      |
| Bourran           | 591               | 47320       | 47038      |
| Clermont-Dessous  | 797               | 47130       | 47066      |
| Frégimont         | 270               | 47360       | 47104      |
| Galapian          | 326               | 47190       | 47107      |
| Lagarrigue        | 282               | 47190       | 47129      |
| Nicole            | 273               | 47190       | 47196      |
| Port-Sainte-Marie | 1 963             | 47130       | 47210      |
| Saint-Salvy       | 176               | 47360       | 47275      |

## Démographie
| 1962  | 1968  | 1975  | 1982  | 1990  | 1999  | 2006  | 2010  | - |
| ----- | ----- | ----- | ----- | ----- | ----- | ----- | ----- | - |
| 7 818 | 8 516 | 8 398 | 8 710 | 8 895 | 8 977 | 9 425 | 9 528 | - |